# Крейг Девідсон
Крейг Девідсон (нар. 1975) — канадський автор оповідань і романів. Твори автор публікував як під власним іменем, так і під псевдонімами Патрік Лестевка і Нік Каттер. Його стиль написання порівнюють зі стилем Чака Паланіка.

## Раннє життя
Крейг Девідсон народився в Торонто, Онтаріо, а виріс у Калгарі та Сент-Катарінс. Письменник здобував вищу освіту в Університеті Трент і в Університеті Нью-Брансвіка.

## 2009—2010 рік
Більшу частину 2009 року Крейг Девідсон ледь зводив кінці з кінцями, намагаючись утримувати квартиру у Торонто. За словами письменника, він досяг дна, коли його визнали непридатним для роботи збирача хробаків через те, що він не мав міцних гумових чоботів, які були обов'язковими.
Крейг Девідсон зрозумів, що не зможе процвітати у великому місті, тож почав шукати роботу деінде. Згодом Крейг обійняв посаду заступника редактора альтернативної міської газети у Фредериктоні, Нью-Брансвіку.
Фредериктон був знайомим для Крейга Девідсона, який здобував там вищу освіту. Хоча за період відсутності письменника саме місто лишилося без змін, іншим стало місце Крейга Девідсона у ньому: замість безтурботного студентського життя постали довгі робочі будні, а старі друзі письменника роз'їхалися. Працюючи над газетою вдень і над власними художніми творами вночі, письменник шукав спосіб перемикати думки з одного на інше. Усе це призвело до проблем автора з алкоголем.
Після тижнів понаднормового вживання джину Крейг Девідсон відмовився від алкоголю. Причини для цього були дві: по-перше, автор почав зустрічатися з дівчиною, яка б не витрачала весь час на розпусного і нудного пияка. По-друге, Крейг зрозумів, що під дією алкоголю він перетворюється на паскудного письменника.

## Кар'єра
Перша збірка оповідань Крейга Девідсона «Іржа та кістка» була опублікована у вересні 2005 року видавництвом Penguin Books Canada і стала фіналістом літературної премії Данути Глід 2006 року. Історії в «Іржі та кістках» також були адаптовані до п'єси австралійського драматурга Калеба Льюїса та номінованого на «Золотий глобус» фільму французького режисера Жака Одіара.
У 2007 році Девідсон видав роман під назвою «Боєць». Під час збирання інформації для роману Девідсон пішов на 16-тижневий курс стероїдів. Щоб сприяти просуванню роману, автор взяв участь у повністю санкціонованому боксерському поєдинку проти поета Майкла Нокса у Florida Jack's Boxing Gym; для наступного випуску роману в Сполучених Штатах його видавець організував подібний рекламний бій проти Джонатана Еймса. Крейг Девідсон програв обидва матчі.
Роман «Місто катаракти», опублікований у 2013 році, було названо у короткому списку номінантів на премію Гіллера Scotiabank 2013.
Окрім літературної фантастики, Крейг Девідсон опублікував кілька творів жахів під псевдонімами Патрік Лестевка та Нік Каттер. У 2014 році він випустив роман-трилер The Troop, а у 2015 році було опубліковано роман The Deep.
У 2018 році мемуари Крейга Девідсона «Дорогоцінний вантаж» про рік, проведений за кермом автобуса для дітей-інвалідів у Калгарі, стали фіналістом літературного конкурсу «Canada Reads».
Роман 2018 року «The Saturday Night Ghost Club» увійшов до короткого списку фіналістів премії Rogers Writers' Trust Fiction Prize та був обраний Американською асоціацією книгорозповсюджувачів переможцем конкурсу Indie Next Great Reads у липні 2019 року.
Роботи Девідсона отримали визнання таких відомих авторів, як Стівен Кінг, Скотт Сміт, Чак Паланік і Джонатан Меберрі.
«Девідсон розмиває межу між комедією та жахами, жорстокістю та милосердям. Його дивовижні історії кидають виклик і засмучують. Не шукайте тут комфорту» — Чак Палагнюк, автор «Бійцівського клубу».
«В оповіданнях містера Девідсона є вражаючий оригінальний тон. Проза скромна, але елегантна, ідеї свіжі та справжні, і, що найкраще, у творах містера Девідсона є безмежна людяність: любов до життя, чудово переплетена з гострим відчуттям його темряви» — Клайв Баркер.
«Письменник величезної сили та дивовижного, точного розуміння» — Пітер Штрауб.

### як Патрік Лестевка
- Mother Bitchfight (2003)
- Заповідник (2004)
- Відбиток (2011)
- Колізей (2011)
- Транспортні засоби (2012)

### як Нік Каттер
- Загін (2014)[21][22][23]
- Глибина (2015)[24][25][26][27]
- Послідовник (2015)
- Літтл Хевен (2017)[28][29][30][31][32]
- Порушення (2020)